# 张锦 (纳米化学家)
张锦（1969年12月—），男，宁夏同心人，中國共產黨黨員，中国纳米化学家，北京大学化学与分子工程学院教授，中国科学院院士，教育部长江学者特聘教授。现任北京大学副校长，深圳研究生院院长。

## 生平
1992年毕业于兰州大学现代物理系放射化学专业，获学士学位。1995年毕业于兰州大学现代物理系应用化学专业，获硕士学位。1997年获兰州大学和北京大学联合培养理学博士学位，后在英国利兹大学从事博士后研究。
2000年5月到北京大学工作，2006年晋升为教授。2018年10月，任国家纳米科学中心副主任。2020年9月，任北京大学材料科学与工程学院院长。2021年11月，任北京大学深圳研究生院院长。2022年7月，升任北京大学副校长。
2019年当选为中国科学院院士。